# Sopwith Snipe
Die Sopwith 7F.1 Snipe (="Schnepfe") war ein einsitziges britisches Doppeldecker-Jagdflugzeug im Ersten Weltkrieg. Sie galt als einer der besten Jäger der Alliierten im letzten Kriegsjahr 1918.

## Konstruktion
Die Snipe wurde 1917 vom Chefkonstrukteur der Sopwith Herbert Smith als Nachfolgemodell der erfolgreichen Sopwith Camel entworfen. Die Snipe sollte dem Piloten im Vergleich zur Camel ein wesentlich besseres Sichtfeld bieten, war aber sonst wie ihre Vorgängerin ein kompakter, einstieliger Doppeldecker mit Doppel-MG, Rotationsmotor, mit Tragflächen gleichen Umrisses und dem Heckleitwerk der Camel. Entsprechend hieß es im offiziellen Handbuch der Snipe: „Diese Maschine ist eine Modifikation der des Typs F.1 (Camel) und ähnelt in mehreren Punkten Typen mit Le-Rhône 80PS-Motor.“
Zur Erprobung bestellte das Kriegsministerium unter der Auftragsnummer A.S.31668/17 sechs Prototypen mit den Nummern B9962-B9967, die nach den Konstruktionsunterlagen vom 14. August 1917 mit den bereits bei der Camel verwendeten und bewährten Umlaufmotoren versehen werden sollten. Dabei handelte es sich um den 150 PS (110 kW) BR.1 von Bentley, den 150 PS (110 kW) Gnome Monosoupape, den 130 PS (96 kW) Clerget 9B und den 110 PS (81 kW) Le-Rhône.
- Die interne Erprobung des ersten Prototyps mit BR.1 begann Ende Sommer.
- Der zweite, weitgehend identische Prototyp B9963 wurde mit dem Anfang Oktober freigegebenen 230 PS (169 kW) Bentley-BR.2-Umlaufmotor versehen und am 23. November 1917 zur Erprobung durch das Royal Flying Corps nach Farnborough überführt. Dank des starken Motors erzielte das Flugzeug die beeindruckende Höchstgeschwindigkeit von 195 km/h. Das Flugverhalten war im Flug allerdings durch den Drall des schweren Motors noch stärkeren Torsionskräften ausgesetzt, als sie bereits von der Camel bekannt waren.
- Der dritte Prototyp B9964, ebenfalls mit Bentley-BR.2-Umlaufmotor, folgte im Dezember. Dieser hatte einen an den Seiten aerodynamisch abgerundeten Rumpf, ein größeres Mittelteil der oberen Tragfläche mit kleinerem Ausschnitt über dem Cockpit und passend dazu nach außen abgespreizte Innenstreben. Um die Stabilität im Horizontalflug zu verbessern erhielt das Flugzeug ein verändertes Heckleitwerk mit ausbalanciertem Seitensteuer. Das Flugzeug zeigte sich bei der Erprobung im Dezember 1917 in Matlesham Heath der bisher genutzten Camel allerdings nur geringfügig überlegen.
- Der vierte Prototyp (B9965) übernahm den modifizierten Rumpf und das Leitwerk des Vorgängers und erhielt einen längeren Propeller mit einer dicken, runden Propellerhaube nach dem Vorbild der Bristol M.1C, sowie ein umgebautes Kühlungssystem. Die aktuellen militärischen Vorgaben verlangten u. a. die Installation von drei MGs, von Sauerstoffgeräten und einer Metallplatte hinter dem Pilotensitz. Zur Erhöhung der Tragfähigkeit vergrößerte man daher die Flügelflächen, die nun zweistielig abgestützt werden mussten. B9965 wurde ab Februar 1918 in Matlesham Heath getestet, dabei wurde ihm zwar eine gute Sicht aus dem Cockpit bescheinigt, aber u. a. eine zu geringe Steuerungskontrolle und die Buglastigkeit beanstandet. Zwar waren die beiden Vickers-MGs problemlos zu handhaben, aber die ungünstige Positionierung des zusätzlich auf der oberen Tragfläche montierten Lewis-MGs machte dessen Bedienung unmöglich.[2][3] Ab März erfolgte die Einsatzerprobung beim No.1 Aeroplane Support Depot in Saint-Omer in Nordfrankreich.
- Der fünfte Prototyp B9966 mit anstellbarer Hecktragfläche und größerem Seitenruder wurde ab Juni 1918 in Matlesham Heath getestet. Er wurde bis in den Herbst mehrfach umgebaut, insbesondere um fortlaufende Verbesserungsvorschläge aufgrund der Einsatzerfahrungen in der Serienfertigung umzusetzen.
- Der sechste und letzte Prototyp B9967, angetrieben von einem A.B.C. Dragonfly Sternmotor, gelangte als Sopwith Snipe Mark II am 11. Mai 1918 zur Erprobung durch die Royal Air Force nach Farnborough gebracht und intensiv getestet, um so den neuen Motortyp zu erproben. Das Flugzeug erzielte die damals unglaubliche Geschwindigkeit von 238 km/h in einer Höhe von 3000 m und wurde später zum Sopwith Dragon weiterentwickelt.

## Produktion
Ein erster Auftrag über 1700 Snipes wurde wie folgt zur Fertigung auf sieben Hersteller verteilt: 
| Hersteller              | Anzahl | Seriennummern |
| ----------------------- | ------ | ------------- |
| Sopwith                 | 300    | E7987-E8286   |
| Boulton & Paul Ltd.     | 400    | E6137-E6536   |
| Coventry Ordnance Works | 150    | E6537-E6686   |
| Napier                  | 150    | E6787-E6936   |
| Nieuport & General      | 100    | E6937-E7036   |
| Portholme Aerodrome     | 100    | E8307-E8406   |
| Ruston Proctor          | 500    | E7337-E7836   |

Noch während der Erprobung von B9966 lief die Serienproduktion auf Basis dieses Prototyps mit noch etwas vergrößertem Leitwerk, großem Sichtausschnitt in der oberen Tragfläche und ohne das zusätzliche Lewis-MG an. Auch Sauerstoffversorgung und beheizbare Pilotenbekleidung gehörten nun zur Ausstattung. Die Flugzeuge erhielten vorzugsweise den Bentley BR.2-Motor, aber ersatzweise auch den 200 PS (147 kW) Clerget 11Eb.
Die erste Order wurden ständig durch Nachbestellungen ergänzt. Bis Ende 1918 wurden vermutlich noch rund 500 Maschinen ausgeliefert; als 1919 die Produktion der Snipe endete sollen insgesamt 2122 Maschinen gebaut worden sein. Die letzten Snipes der RAF wurden 1926 außer Dienst gestellt.

## Einsatz
Zwischen August und dem 30. September 1918 wurden 161 Snipes von der R.A.F. übernommen.
- Die No. 43 Squadron der Royal Air Force setzte ihre Sopwith Snipes am 23. September 1918 erstmals auf einem Feindflug ein. Die Squadron leistete bis Kriegsende Begleitschutz für die D.H.9 der No. 107 Squadron und gab der Maschine ein gutes Zeugnis.[3]

- Anschließend tauschte die No.4 Squadron des Australian Flying Corps (AFC) ihre Camels gegen Snipes aus. Damit bestand sie am 26. Oktober einen Luftkampf zwischen neun ihrer Snipes mit 15 Fokker D.VII über Tournai, bei dem eine Fokker brennend abgeschossen wurde, eine zweite schwer beschädigt wurde und drei Feindflugzeuge steuerlos abtrudelten. Zwei Tage später schossen zehn ihrer Snipes alle sechs Fokker einer deutschen Formation über Ath ab.

- Im Oktober folgte die No. 208 Squadron, R.A.F., die in Bettoncourt stationiert war und die Fernbomber der Independent Force mit ihren Jägern begleitete.

- Der bekannteste Einsatz wurde von dem kanadischen Major William George Barker im Dienst der No. 201 Squadron am 27. Oktober 1918 geflogen. Barker schoss ein zweisitziges deutsches Flugzeug ab und wurde danach von einer Fokker D.VII angegriffen, die er ebenfalls abschoss. Danach griffen weitere sechs Fokker D.VII Barker an. Bei der Kollision mit einer D.VII erlitt er schwere Verletzungen, konnte aber trotzdem noch seine beschädigte Snipe hinter den britischen Linien landen. Barker wurde danach mit dem Victoria Cross ausgezeichnet.

- Die Sopwith Snipes E8111 und E8112 wurden als Bordflugzeuge im Oktober an 1918 die Royal Navy geliefert. Außerdem erprobte die Marine mit der Sopwith Snipe E8068 erfolgreich Wasserlandungen bei der Isle of Grain. Dazu wurde dieses Flugzeug mit abwerfbarem Fahrgestell und aufblasbaren Schwimmkörpern ausgerüstet.

- Die Erprobung einer Snipe als Nachtjäger durch die IV Brigade der Home-Defence verlief ebenso erfolgreich; auch hier sollte im Januar 1919 der Austausch der Camels gegen Snipes beginnen.

Die Snipe war am Ende des Krieges unter den alliierten Jagdflugzeugen zwar nicht die schnellste Maschine, dafür aber sehr manövrierfähig, bewies eine enorme Steigrate und zeigte im Vergleich zu ihren Vorgängern noch in großer Höhe ausgezeichnete Flugleistungen. So konnte sie sich mit den besten deutschen Jägern messen und galt durch ihre Wendigkeit und Stabilität als bestes Jagdflugzeug auf Seite der Alliierten.
Bis Kriegsende konnten allerdings nur drei Squadrons vollständig auf Snipes umgerüstet werden. Am 31. Oktober 1918 zählte die R.A.F. 97 und die Royal Navy 3 Snipes in ihrem Bestand, und die Zahl der bestellten Snipes war auf 4515 Stück gestiegen; die meisten Bestellungen wurden nach dem Waffenstillstand annulliert. Das Ziel, die Sopwith Camel abzulösen, wurde erst nach Kriegsende erreicht.
Nach dem Krieg bekam auch die kanadische Luftwaffe (Canadian Air Force) (CAF) diesen Flugzeugtyp; diese Maschinen flogen bis 1923 in der CAF, ein Jahr vor der Umgliederung in die Royal Canadian Air Force.

### Leistungsvergleich
Leistungsvergleich von Jagdeinsitzern im Fronteinsatz zum Ende des Ersten Weltkriegs:
| Name                   | Staat                  | Erstflug   | Indienststellung | Motorleistung | max. Geschwindigkeit | Startmasse | Bewaffnung (MG) | Gipfelhöhe | Stückzahl |
| ---------------------- | ---------------------- | ---------- | ---------------- | ------------- | -------------------- | ---------- | --------------- | ---------- | --------- |
| Albatros D.III         | Deutsches Reich        | 1916-08-01 | 1917-01-15       | 170 PS        | 165 km/h             | 886 kg     | 2               | 5.500 m    | 1352      |
| S.E.5a                 | Vereinigtes Königreich | 1916-11-22 | 1917-03-15       | 200 PS        | 222 km/h             | 880 kg     | 2               | 5.185 m    | 5205      |
| Sopwith Camel          | Vereinigtes Königreich | 1916-12-31 | 1917-06-15       | 130 PS        | 185 km/h             | 659 kg     | 2               | 5.791 m    | 5490      |
| Sopwith Dolphin        | Vereinigtes Königreich | 1917-03-23 | 1918-02-15       | 200 PS        | 211 km/h             | 890 kg     | 2               | 6.100 m    | 2072      |
| Albatros D.Va          | Deutsches Reich        | 1917-04-15 | 1917-07-15       | 185 PS        | 187 km/h             | 937 kg     | 2               | 6.250 m    | 2562      |
| Pfalz D.IIIa           | Deutsches Reich        | 1917-04-15 | 1917-08-15       | 180 PS        | 181 km/h             | 834 kg     | 2               | 6.000 m    | 750       |
| SPAD S.XIII            | Frankreich             | 1917-04-30 | 1917-05-31       | 220 PS        | 222 km/h             | 820 kg     | 2               | 6.650 m    | 8472      |
| Nieuport 28            | Frankreich             | 1917-06-14 | 1918-03-15       | 160 PS        | 195 km/h             | 740 kg     | 2               | 5.200 m    | 300       |
| Fokker Dr.I            | Deutsches Reich        | 1917-07-05 | 1917-09-01       | 130 PS        | 160 km/h             | 585 kg     | 2               | 6.500 m    | 420       |
| Sopwith Snipe          | Vereinigtes Königreich | 1917-10-31 | 1918-08-30       | 230 PS        | 195 km/h             | 955 kg     | 2               | 6.100 m    | 497       |
| L.F.G. Roland D.VIa    | Deutsches Reich        | 1917-11-30 | 1918-05-15       | 160 PS        | 190 km/h             | 820 kg     | 2               | 5.500 m    | 353       |
| Siemens-Schuckert D.IV | Deutsches Reich        | 1917-12-31 | 1918-08-15       | 160 PS        | 190 km/h             | 735 kg     | 2               | 8.000 m    | 123       |
| Fokker D.VII           | Deutsches Reich        | 1918-01-24 | 1918-04-15       | 180 PS        | 189 km/h             | 910 kg     | 2               | 6.000 m    | 800       |
| Fokker D.VIIF          | Deutsches Reich        | 1918-01-24 | 1918-04-15       | 226 PS        | 205 km/h             | 910 kg     | 2               | 7.000 m    | 200       |
| Pfalz D.VIII           | Deutsches Reich        | 1918-01-24 | 1918-09-15       | 160 PS        | 190 km/h             | 740 kg     | 2               | 7.500 m    | 120       |
| Pfalz D.XII            | Deutsches Reich        | 1918-03-31 | 1918-07-15       | 160 PS        | 180 km/h             | 902 kg     | 2               | 5.640 m    | 750       |
| Fokker D.VIII          | Deutsches Reich        | 1918-05-31 | 1918-07-31       | 110 PS        | 204 km/h             | 605 kg     | 2               | 6.300 m    | 289       |

### Nachkriegseinsatz
Nach dem Krieg kam die Snipe im russischen Bürgerkrieg 1919 gegen die Bolschewiki zum Einsatz. Einige Snipes wurden von diesen erbeutet und ebenfalls eingesetzt.

## Bilder

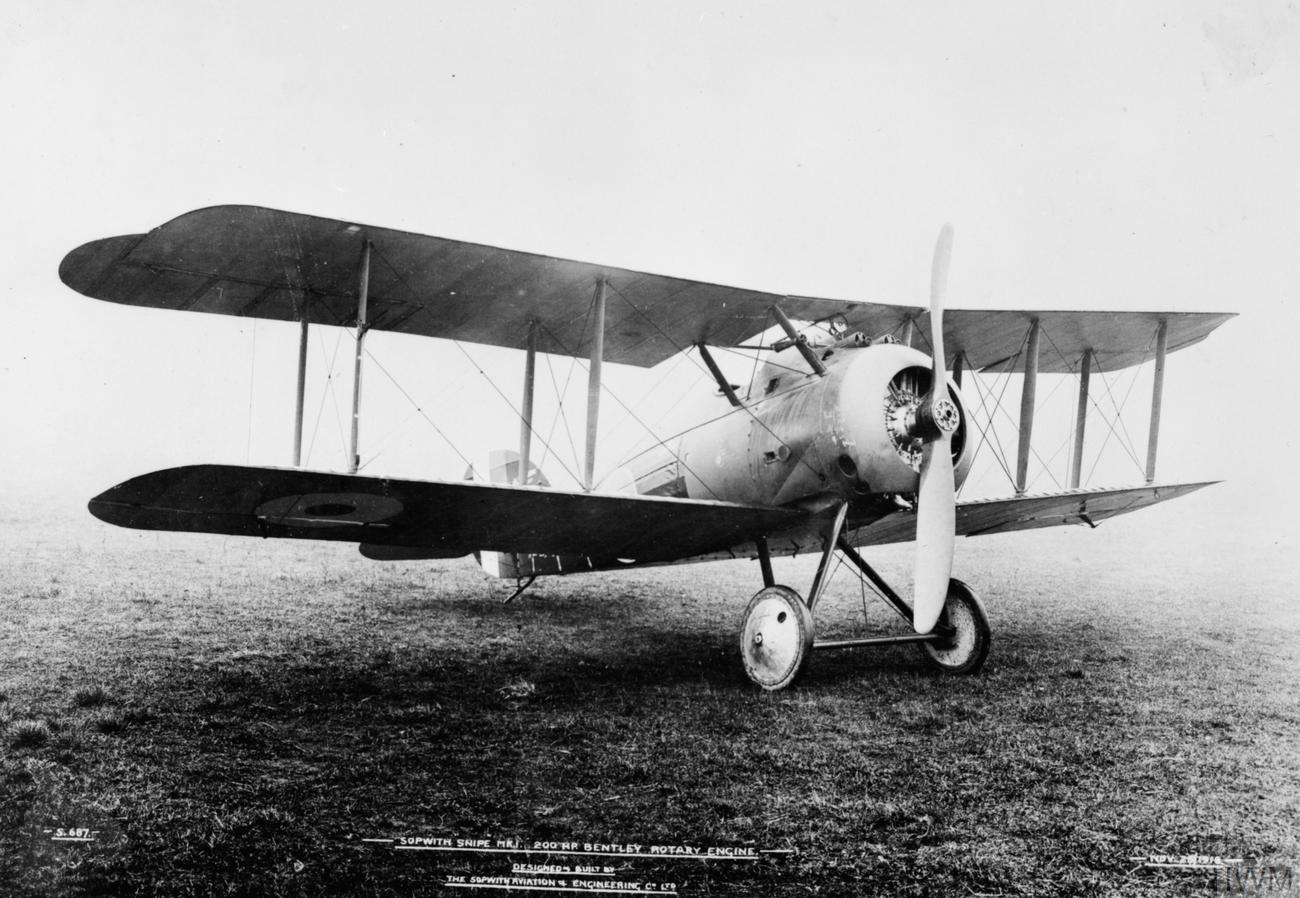
Sopwith 7.F1 Snipe Mk.I mit Bentley BR.2-Umlaufmotor
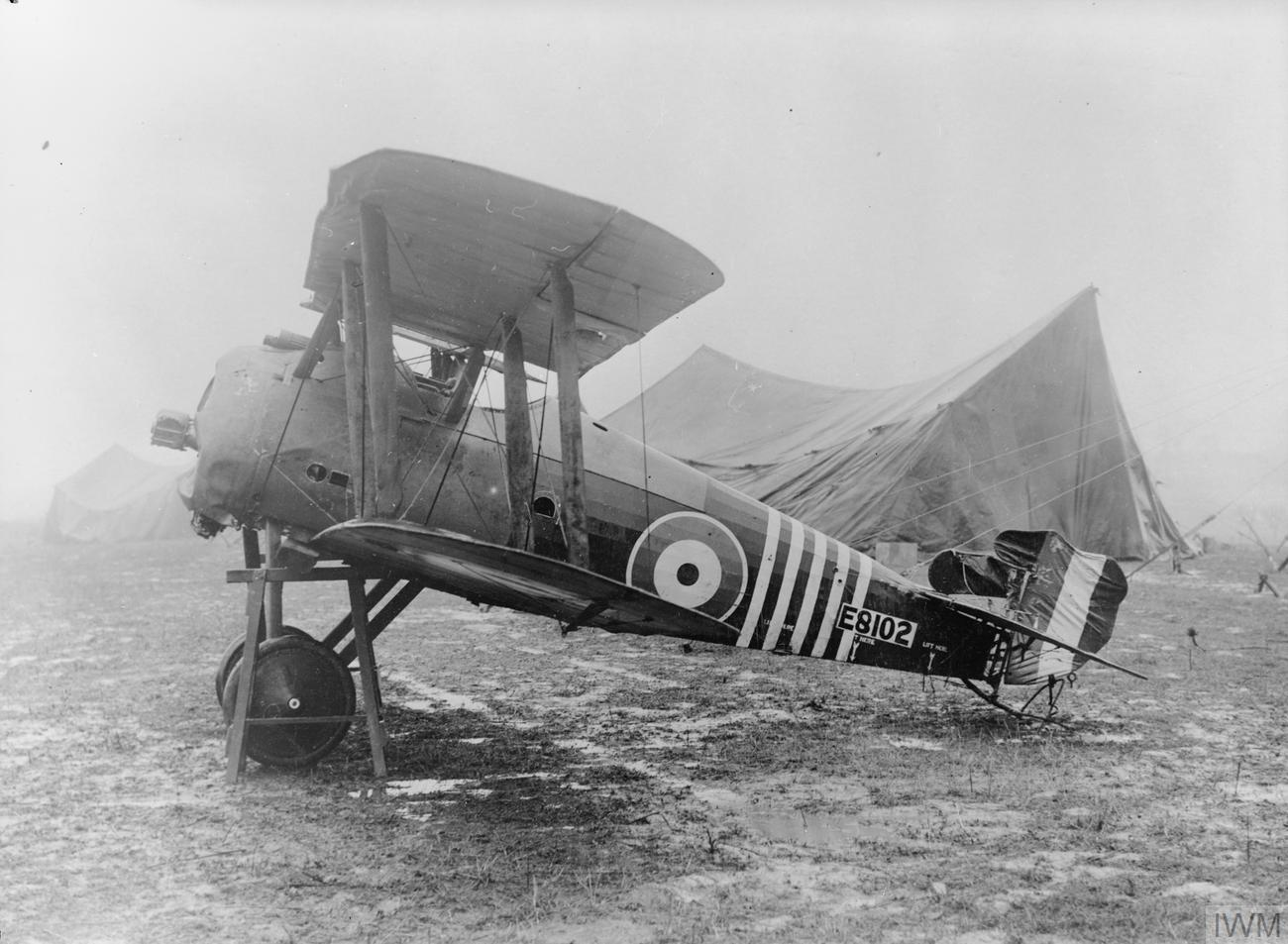
Die Sopwith Snipe von William George Barker, 1918
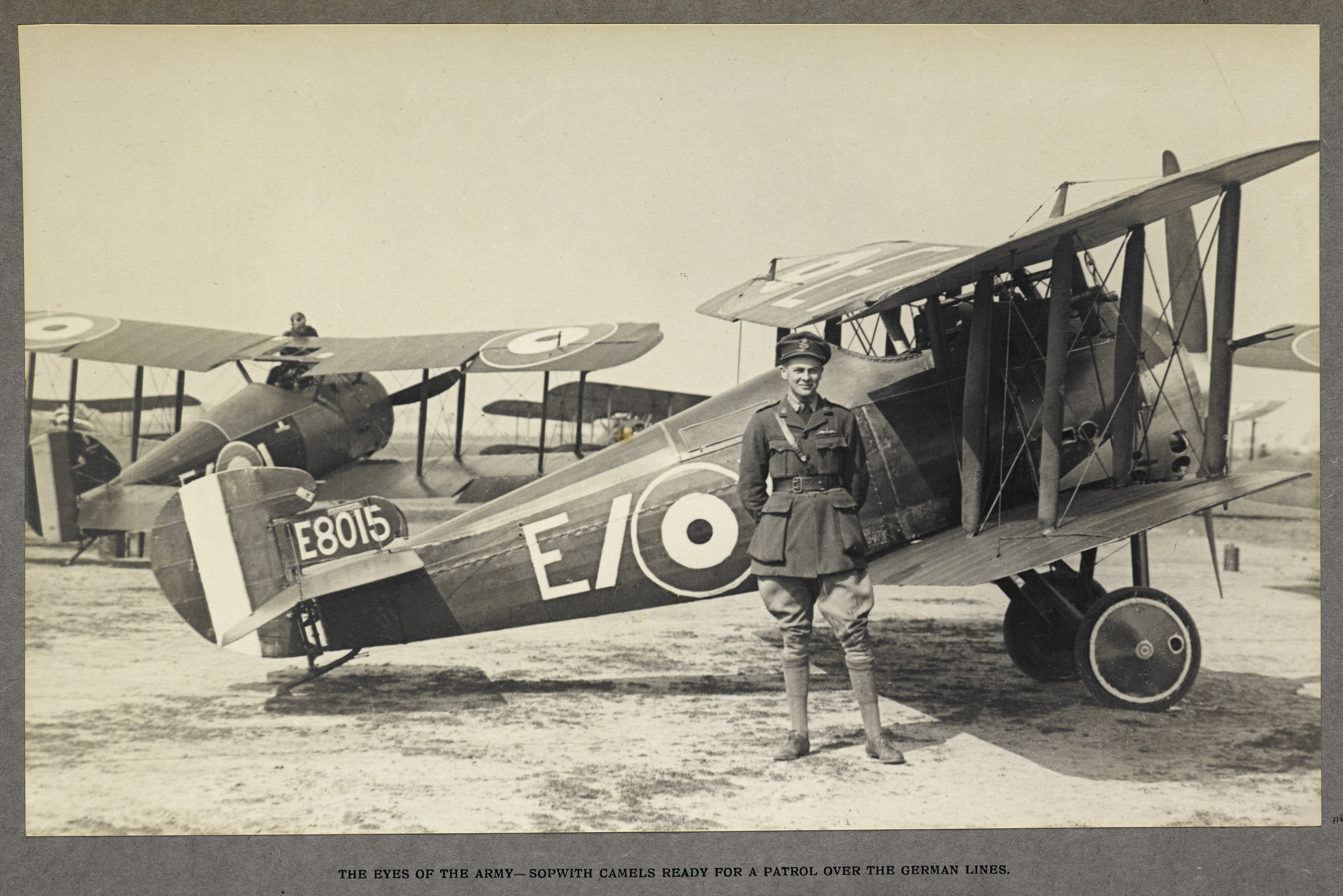
Sopwith Snipes
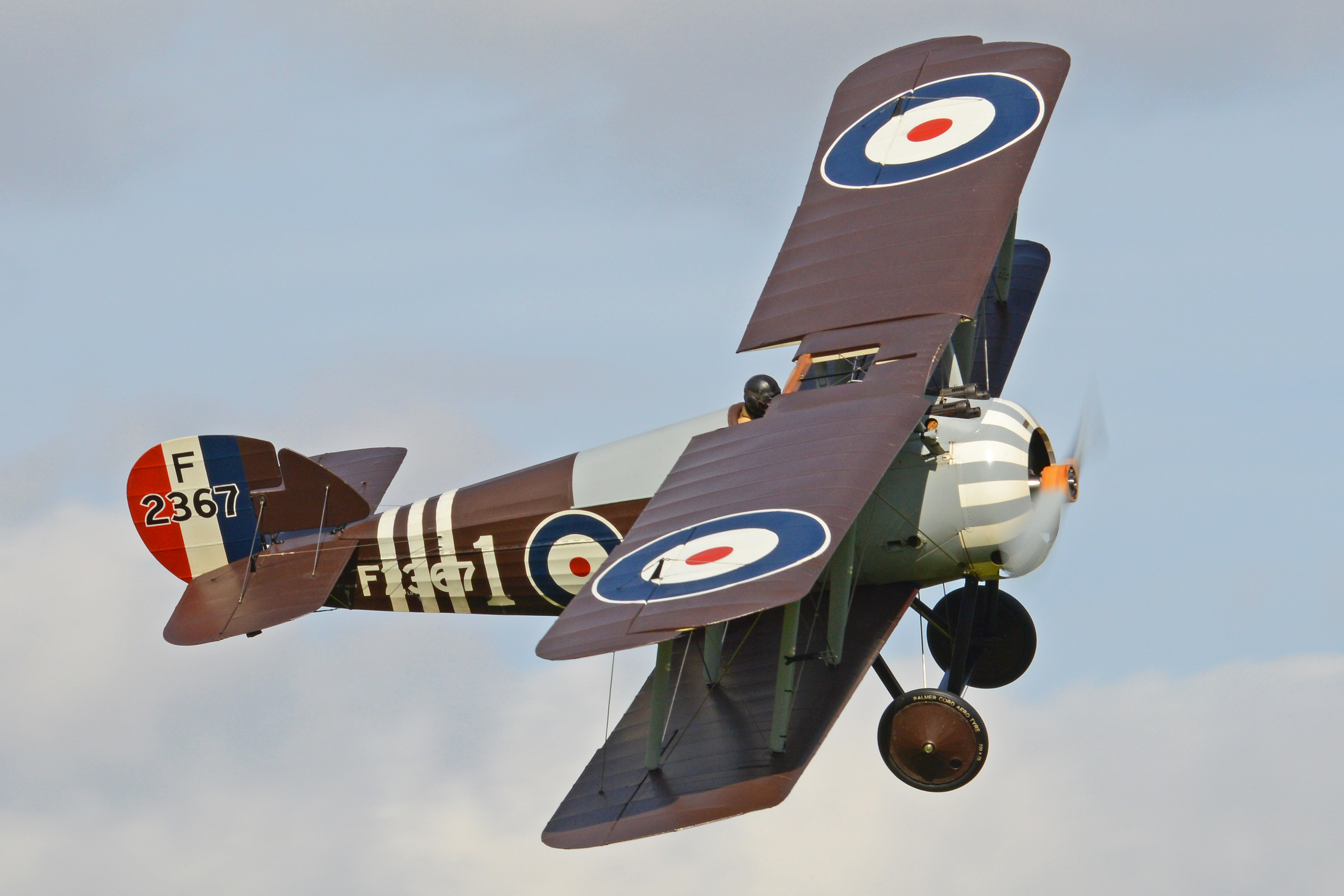
Nachbau einer Snipe
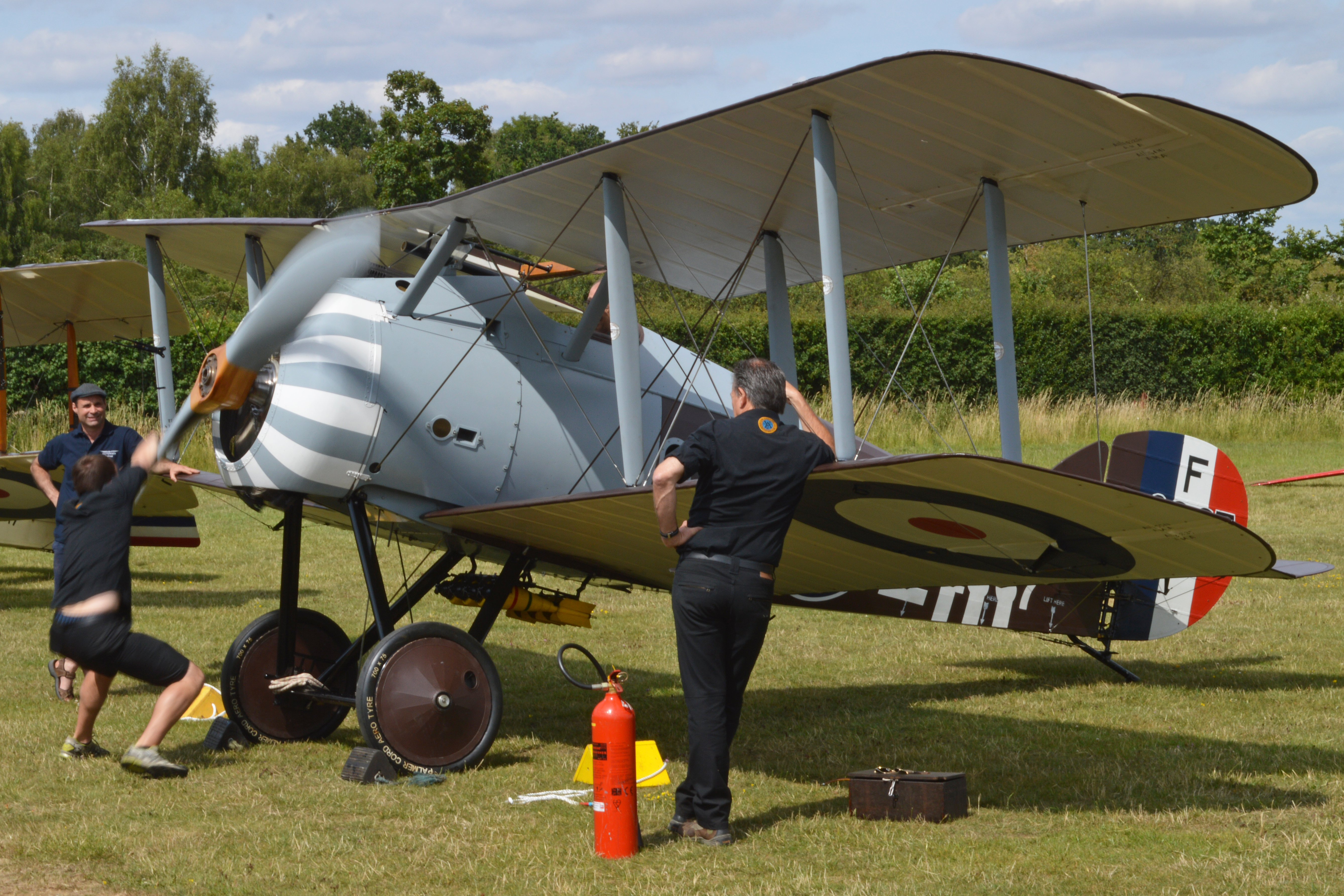
Nachbau einer Snipe
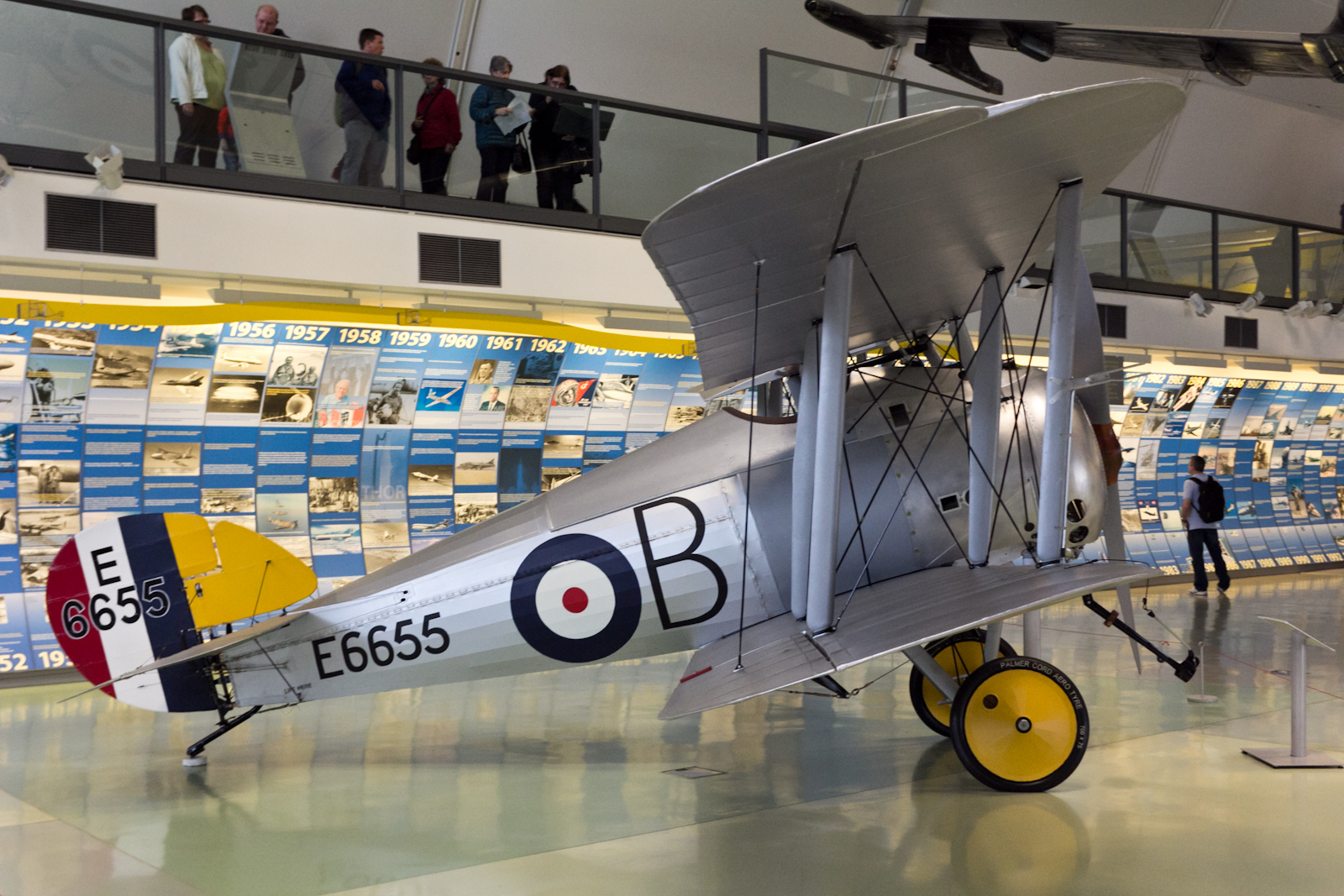
Die erhaltene Sopwith Snipe E6655 im Royal Air Force Museum in London
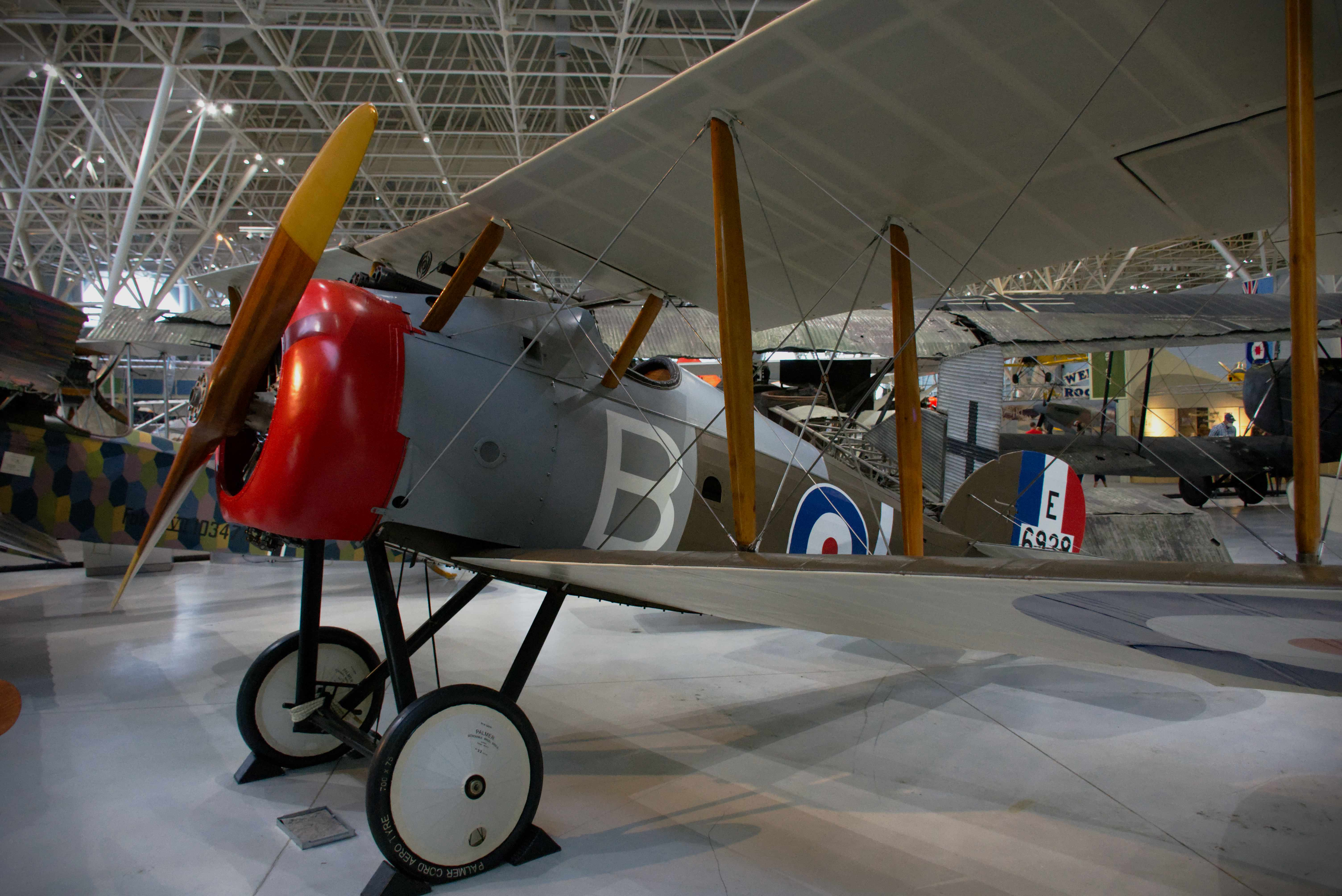
Die erhaltene Sopwith Snipe E6938 at im Canada Aviation and Space Museum in Ottawa
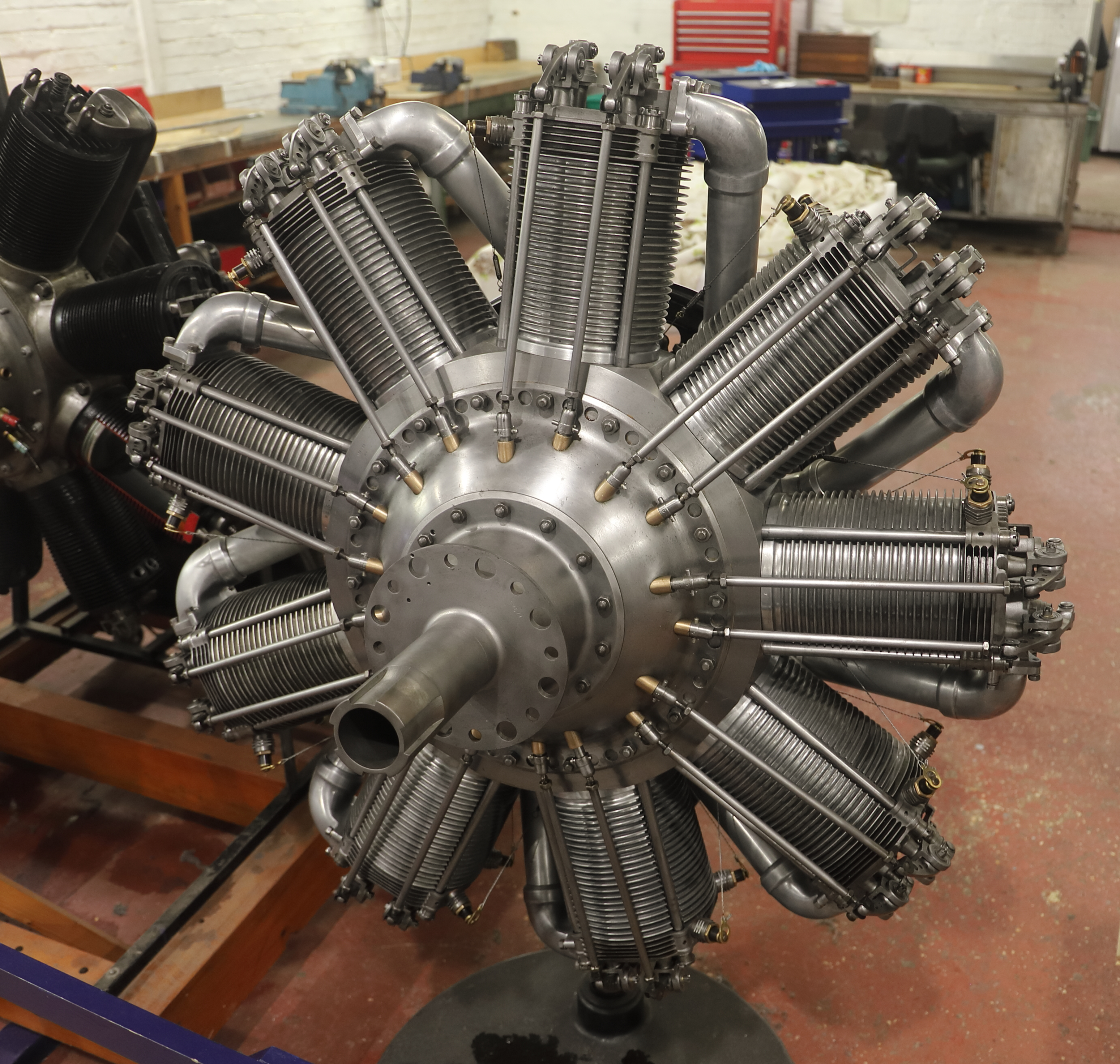
Bentley BR.2 Umlaufmotor

## Technische Daten
| Kenngröße             | Daten                                                |
| --------------------- | ---------------------------------------------------- |
| Besatzung             | ein Pilot                                            |
| Länge                 | 5,84 m                                               |
| Spannweite            | 9,47 m                                               |
| Flügelfläche          | 25,46 m²                                             |
| Höhe                  | 2,90 m                                               |
| Leermasse             | 590 kg                                               |
| Startmasse            | 955 kg                                               |
| Antrieb               | ein Bentley-BR.2-Umlaufmotor mit 230 PS (ca. 170 kW) |
| Höchstgeschwindigkeit | 195 km/h in 3050 m Höhe                              |
| Flugdauer             | 3 h                                                  |
| Dienstgipfelhöhe      | 6100 m                                               |
| Bewaffnung            | zwei 7,7-mm-Vickers-MG, max. vier 9-kg-Cooper-Bomben |

Siehe auch: Liste von Flugzeugtypen